# Musée impérial du Brésil

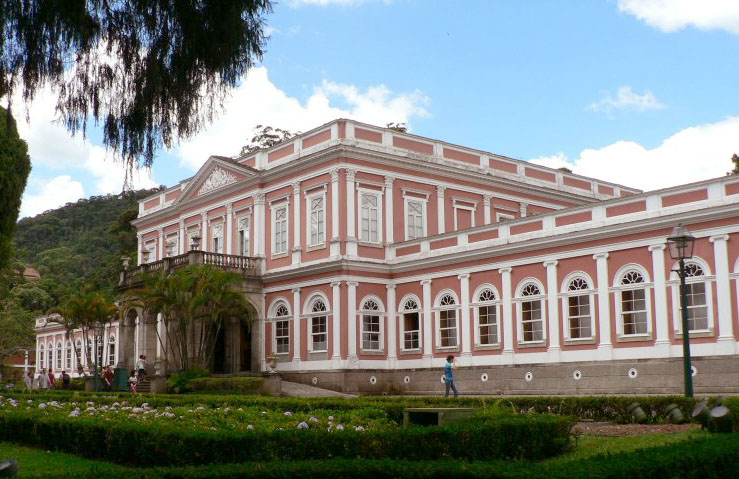
Le musée impérial de Petrópolis.

Le musée impérial de Petrópolis (en portugais : Museu Imperial de Petrópolis) est un musée situé dans le centre historique de Petrópolis, dans l’État de Rio de Janeiro, au Brésil. 

## Histoire
Placé dans le palais d’été de l’empereur Pierre II du Brésil, construit en 1845, il est consacré à l’histoire de l'empire du Brésil.

## Lieu de tournage
En 2018, une équipe de l'émission Secrets d'Histoire a tourné plusieurs séquences au musée dans le cadre d'un numéro consacré à Pedro II, intitulé Pedro II, le dernier empereur du Brésil, diffusé le 8 août 2019 sur France 2.

## Galerie

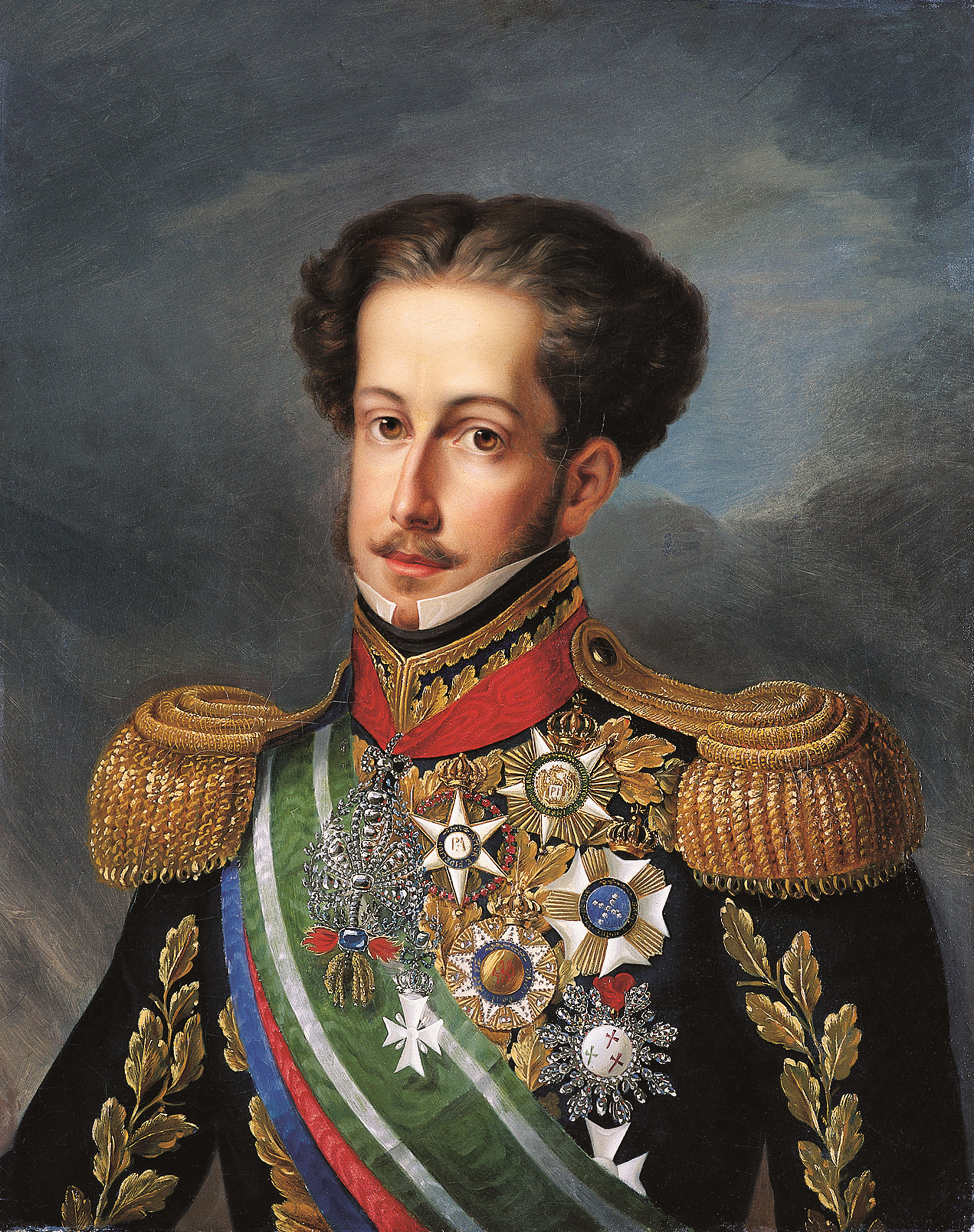
Portrait de Pierre Ier du Brésil.
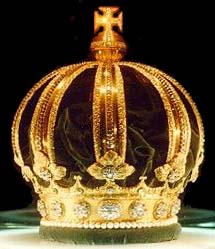
Couronne impériale du Brésil.
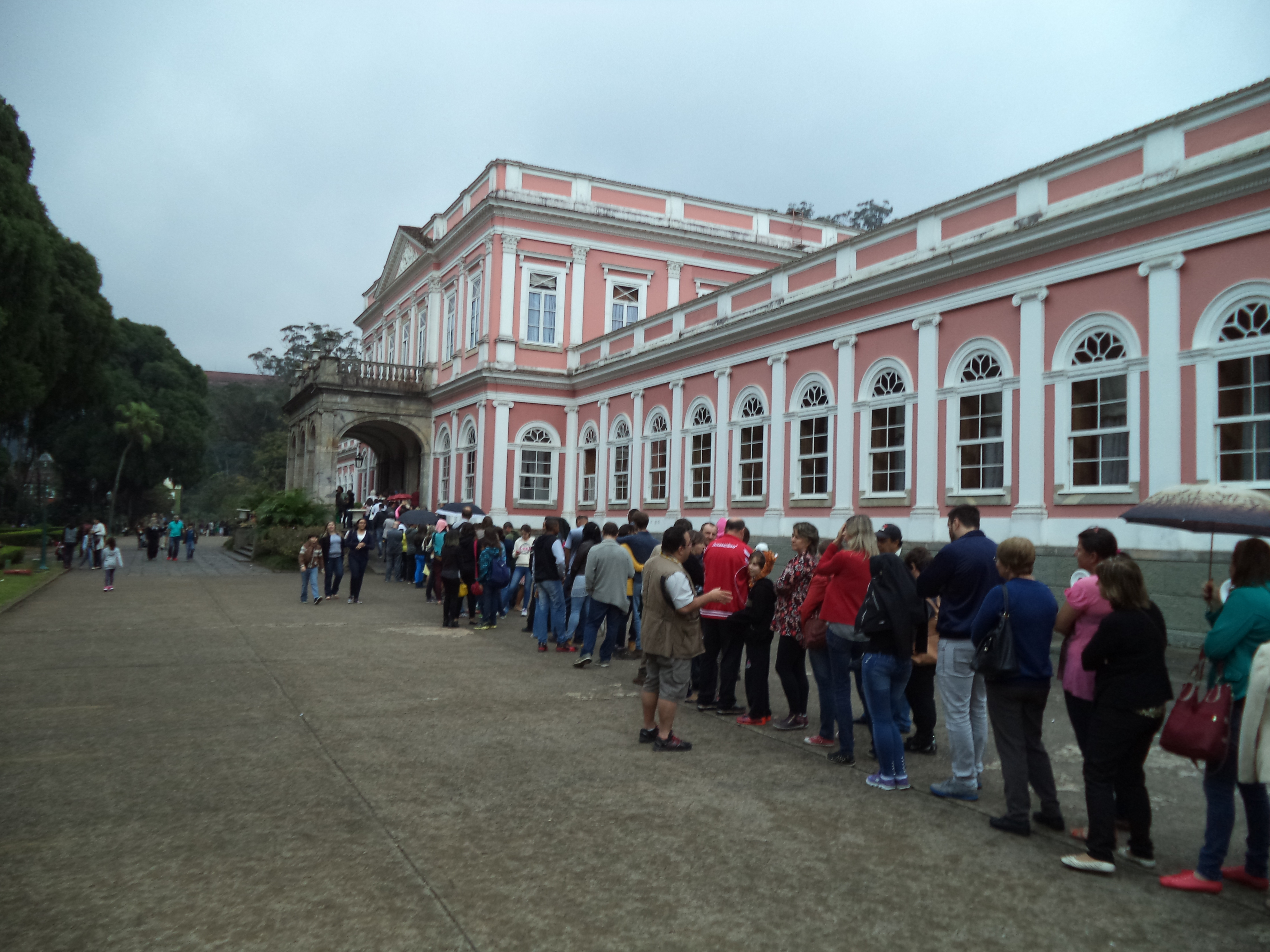
La queue à l'entrée du musée.
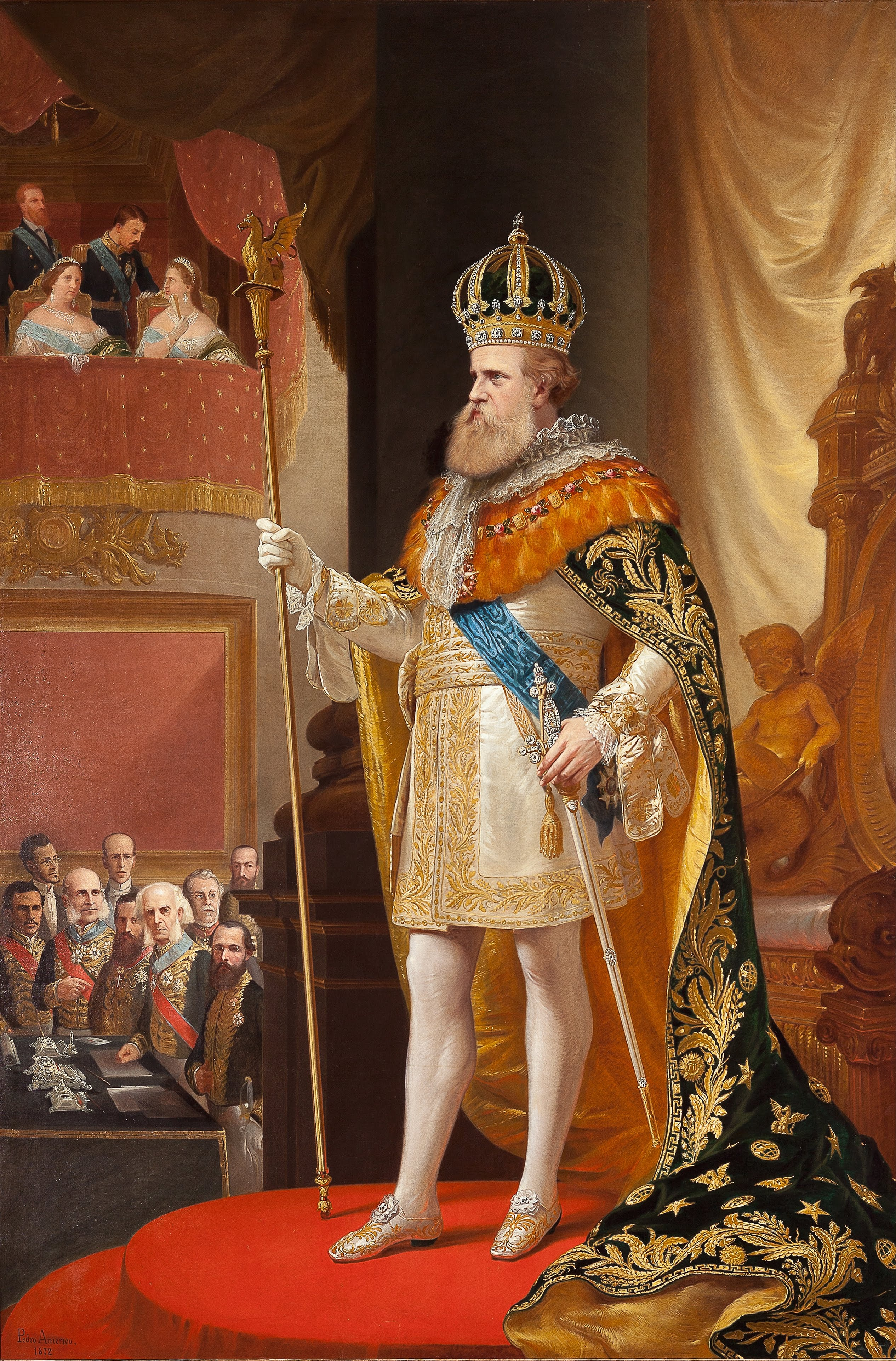
Discours du trône de Pierre II.
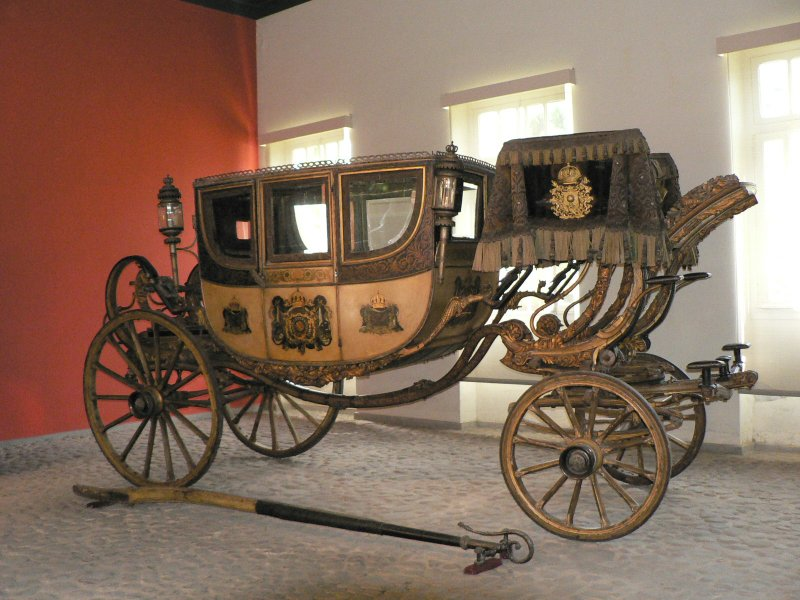
Carrosse impérial.